# Saraswathi Gora
Saraswathi Gora (1912–2006) est une militante politique indienne. Fondatrice et présidente du Centre athée, elle est principalement connue pour ses campagnes contre le système de castes en Inde. Elle était une travailleuse sociale activiste indienne, fondatrice et écrivaine.
Saraswathi Gora est décédé le 19 août 2006 à Vijayawada à Krishna dans l'état d'Andhra Pradesh en Inde. Elle souffrait d'une infection pulmonaire.

## Parcours
Saraswathi Gora est née le 28 septembre 1912 à Vizianagaram dans l'Andhra Pradesh, et est mariée à l'âge de 10 ans à Goparaju Ramachandra Rao. Avec son mari, elle fonde le Centre athée avec l'intention de diffuser dans sa région les valeurs de rationalisme, d'athéisme et du gandhisme (son mari étant un compagnon de Gandhi).
Membre actif du mouvement pour l'indépendance de l'Inde, elle est emprisonnée pendant le mouvement Quit India. Elle est mise en prison accompagnée de son fils, alors âgé de 2 ans et demi, et prénommé Niyanta.

## Distinctions
Elle est décorée, en 1999, du G.D.Birla International Award et du Jamnalal Bajaj Award , puis du Janaki Devi Bajaj Award et du Potti Sriramulu Telugu University Award.